# 宁北街道
宁北街道是中华人民共和国河北省邢台市宁晋县下辖的一个街道办事处。

## 行政区划
宁北街道下辖以下村级行政区划单位：
王村、曹家庄村、果村、小王庄村、大王庄村、北塔庄村、南塔庄村、小及村、大及村、小枣村、石柱村、孙家庄村、李史庄村、谷家庄村、杨家庄村、荆里庄村、北楼下村、黄退一村、黄退二村和黄退三村。